# James Tomkins (futbolista)
James Oliver Charles Tomkins (Basildon, Inglaterra, 29 de marzo de 1989) es un exfutbolista británico que jugaba como defensa.

## Trayectoria
A la edad de siete años, Tomkins fue descubierto cuando jugaba en el lado de su local de la Liga Domingo y firmado en la cantera del West Ham United. Inicialmente, un delantero, con el tiempo cambió a su actual posición en el centro de la defensa. Él firmó los formularios de becas en el año 2005. Antes de hacer su debut en el primer equipo, su carrera se había visto afectado por varias lesiones.

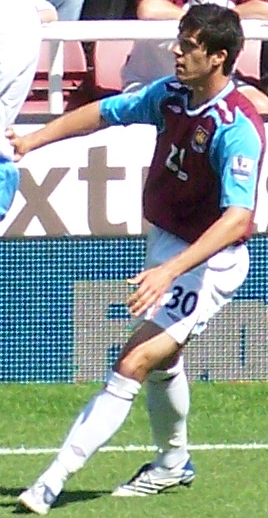
Tomkins jugando con el West Ham United en 2008.

Tomkins hizo su debut en la Premier League el 22 de marzo de 2008 en un empate 1-1 con Everton. A pesar de su desliz costosa permitido Yakubu Aiyegbeni para anotar el primer gol, Tomkins se inicia cinco más y un aspecto sustituto. Como centro de primera opción respalda James Collins, Danny Gabbidon y Matthew Upson fueron todos hacia fuera herido durante varios momentos de la temporada, disfrutó de una extensa temporada en el primer equipo para el resto de la temporada, ganando el martillo Joven del Año para el 2007-08. El 27 de noviembre, fichó por el Derby County en un préstamo a cinco semanas hechizo. Él hizo su debut con el Derby en su derrota a domicilio 3-0 al Burnley, el 29 de noviembre de 2008. Tomkins jugó 8 veces en todas las competiciones de Derby County durante su periodo de cesión, antes de ser llamado al West Ham United el 31 de diciembre de 2008 por administrador de Gianfranco Zola. Después de su paso por Derby, comenzó a regular cuentan con los Hammers del primer equipo. El 21 de marzo de 2009, él comenzó y jugó los 90 minutos, junto con Jonathan Spector en el empate 1-1 con el Blackburn Rovers en Ewood Park. Inicialmente dispuso del lesionado Collins, se las arregló para hacer valer su derecho por delante del internacional galés, y el 4 de abril de 2009, marcó su primer gol, un cabezazo de esquina de Mark Noble, en una victoria por 2-0 sobre el Sunderland. Ese mismo mes, él y varios productos de los jóvenes compañeros se adjudicaron a largo plazo las prórrogas de contrato. Después de la salida de James Collins y con Danny Gabbidon siendo baja por lesión, Tomkins conservó su lugar en el once inicial al comienzo de la temporada 2009-10, aunque lo hizo perder el nuevo fichaje, Manuel da Costa para varios juegos. Desde entonces, ha recuperado su lugar, empezando por el capitán junto con Matthew Upson. Fue nombrado Jugador del Partido por Sky Sports, mientras él y Upson ayudó a mantener el balance de las Martillos la primera limpia del año en la distancia un empate ante el Aston Villa el 17 de enero de 2010. Tomkins hizo 28 apariciones en todas las competiciones en la temporada 2010-11 de puntuación, una vez contra el Manchester City en Upton Park. El 1 de enero de 2011, hizo su aparición quincuagésimo primer equipo para el West Ham United en la victoria por 2-0 sobre el Wolverhampton Wanderers.
Era la temporada 2011-12 que Tomkins, poniéndose en pie en el equipo West Ham United, en primer lugar, crear una asociación en la parte posterior con Nueva Zelanda Winston Reid. Él anotó el primer gol en la victoria por 4-0 ante el Watford en el camino de la vicaría y también recibió el jugador whufc del mes de agosto, el mes de apertura de la temporada. Durante la temporada 2011-12, Tomkins estaba vinculado con un 4 000 000 £ movimiento tanto a Queens Park Rangers y el Newcastle United de la Premier League, pero la especulación pronto terminó sobre su futuro cuando se firmó un nuevo contrato de cuatro y media años en el West Ham United el 21 de enero corriendo hasta el verano de 2016. Después de firmar él también demostró su compromiso y amor por el club diciendo "Soy un chico de la zona y han llegado a través de las filas en el club y la lealtad es una mucho más grande moneda para mí que el dinero ". Por su destacada actuación en la temporada del Campeonato 2011-12 fue elegido por sus compañeros de profesión en el Campeonato del equipo de PFA del año, junto con su compañero Mark Noble marca de martillo. Tomkins también votó el subcampeón Hammer del Año por los aficionados del West Ham United, de perder a Mark Noble.

## Selección nacional
Tomkins ha representado a selección de fútbol de Inglaterra en la sub-15, sub-16, sub-17, sub-19 y sub-21 en la actualidad los niveles y jugó en cada partido de la UEFA 2008 sub-19 Campeonato del club, junto con su compañero de Sears Freddie. Su debut en el Sub-21 llegó el 8 de junio de 2009 en la victoria en casa 7-0 contra el equipo sub-21 Azerbiajan. Él fue llamado a filas para el año 2009 la UEFA sub-21 Campeonato como copia de seguridad después de los retiros de la primera elección del centro respalda Steven Taylor y David Wheater por lesión. Después del torneo, fue llamado a la selección y ahora con regularidad socios Michael Mancienne en la defensa. Él fue llamado para varias eliminatorias de la Eurocopa, pero se retiró después de haber sido descartado por una lesión sufrida durante el entrenamiento. Tras el éxito de la temporada del Campeonato 2011-12, donde Tomkins fue nombrado en el Campeonato del equipo de PFA del año y fue el subcampeón de la Hammer del Año, fue convocado por la Selección de fútbol del Reino Unido para jugar los Juegos Olímpicos de Londres 2012.

## Estadísticas

### Clubes
| Club                             | Div.          | Temporada     | Liga  | Liga  | Copas nacionales | Copas nacionales | Copas internacionales | Copas internacionales | Total | Total |
| Club                             | Div.          | Temporada     | Part. | Goles | Part.            | Goles            | Part.                 | Goles                 | Part. | Goles |
| -------------------------------- | ------------- | ------------- | ----- | ----- | ---------------- | ---------------- | --------------------- | --------------------- | ----- | ----- |
| West Ham United F. C. Inglaterra | 1.ª           | 2007-08       | 6     | 0     | 0                | 0                | —                     | —                     | 6     | 0     |
| Derby County F. C. Inglaterra    | 2.ª           | 2008-09       | 7     | 0     | 1                | 0                | —                     | —                     | 8     | 0     |
| Derby County F. C. Inglaterra    | Total club    | Total club    | 7     | 0     | 1                | 0                | 0                     | 0                     | 8     | 0     |
| West Ham United F. C. Inglaterra | 1.ª           | 2008-09       | 12    | 1     | 3                | 0                | —                     | —                     | 15    | 1     |
| West Ham United F. C. Inglaterra | 1.ª           | 2009-10       | 23    | 0     | 3                | 0                | —                     | —                     | 26    | 0     |
| West Ham United F. C. Inglaterra | 1.ª           | 2010-11       | 19    | 1     | 9                | 0                | —                     | —                     | 28    | 1     |
| West Ham United F. C. Inglaterra | 2.ª           | 2011-12       | 47    | 4     | 0                | 0                | —                     | —                     | 47    | 4     |
| West Ham United F. C. Inglaterra | 1.ª           | 2012-13       | 26    | 1     | 3                | 0                | —                     | —                     | 29    | 1     |
| West Ham United F. C. Inglaterra | 1.ª           | 2013-14       | 31    | 0     | 4                | 0                | —                     | —                     | 35    | 0     |
| West Ham United F. C. Inglaterra | 1.ª           | 2014-15       | 22    | 1     | 3                | 0                | —                     | —                     | 25    | 1     |
| West Ham United F. C. Inglaterra | 1.ª           | 2015-16       | 25    | 0     | 3                | 1                | 4                     | 2                     | 32    | 3     |
| West Ham United F. C. Inglaterra | Total club    | Total club    | 211   | 8     | 28               | 1                | 4                     | 2                     | 243   | 11    |
| Crystal Palace F. C. Inglaterra  | 1.ª           | 2016-17       | 24    | 3     | 3                | 0                | —                     | —                     | 27    | 3     |
| Crystal Palace F. C. Inglaterra  | 1.ª           | 2017-18       | 28    | 3     | 2                | 0                | —                     | —                     | 30    | 3     |
| Crystal Palace F. C. Inglaterra  | 1.ª           | 2018-19       | 29    | 1     | 1                | 0                | —                     | —                     | 30    | 1     |
| Crystal Palace F. C. Inglaterra  | 1.ª           | 2019-20       | 18    | 1     | 1                | 0                | —                     | —                     | 19    | 1     |
| Crystal Palace F. C. Inglaterra  | 1.ª           | 2020-21       | 8     | 0     | 1                | 0                | —                     | —                     | 9     | 0     |
| Crystal Palace F. C. Inglaterra  | 1.ª           | 2021-22       | 8     | 1     | 1                | 0                | —                     | —                     | 9     | 1     |
| Crystal Palace F. C. Inglaterra  | 1.ª           | 2022-23       | 6     | 1     | 1                | 0                | —                     | —                     | 7     | 1     |
| Crystal Palace F. C. Inglaterra  | 1.ª           | 2023-24       | 4     | 0     | 1                | 0                | —                     | —                     | 5     | 0     |
| Crystal Palace F. C. Inglaterra  | Total club    | Total club    | 125   | 10    | 11               | 0                | 0                     | 0                     | 136   | 10    |
| Total carrera                    | Total carrera | Total carrera | 343   | 18    | 40               | 1                | 4                     | 2                     | 387   | 21    |
| 1. 2.                            |               |               |       |       |                  |                  |                       |                       |       |       |